# Tornyos (Szerbia)
Tornyos (szerbül Торњош / Tornjoš) falu Szerbiában, a Vajdaságban, az Észak-bánsági körzetben, Zenta községben.

## Fekvése
Bácska északkeleti részén, Zentától 20 km-re nyugatra, Topolyától 18 km-re északkeletre, Szabadkától 28 km-re délkeletre található. A Csík-ér partján, 119 hektáron terül el.
Közlekedés szempontjából Tornyosnak kedvező a fekvése. A település kétoldalt a 140-es út (Zenta–Topolya) mellett fekszik, amely kapcsolódik az E75-ös nemzetközi úthoz. Tornyosról indul el az R-119/I-es út, amely a települést Csantavérrel és Szabadkával köti össze. Tornyosról indul egy negyedrendű út is, amely a települést Kevin keresztül Törökfaluval köti össze. A legközelebbi vasútállomás kelet irányába Bogarasnál, északi irányban Oromon, míg nyugati irányban Topolyán található.

## Története
Nevét a szájhagyomány szerint a messze elnyúló síkságon már jó távolról látható török dúlás előtti templomtornyáról kapta. Ősi település a szarmata sírok tanúsága szerint. Dudás Gyula és Dr. Korek József ásatásai során középkori templom maradványait találták a mai Tornyos közelében, bár két különböző helyen. Tornyos neve az okiratokban 1479-ben tűnik fel először, amikor az óbudai káptalan Konya Demeter özvegyétől, Ágotától megszerezte több település között Tornyost is.
Az 1521-2. évi dézsmalajstromban is említik Tornyos nevét. Ekkor harminc adófizető családot tartottak nyilván. 1580-ban a török adókönyvek (defter) szerint 26, 1590-ben pedig, 30 háza adózik. Ekkor a szabadkai adókerülethez (náhie) tartozik. Gombkötő János és társai 1650-ben a nádortól Tornyos-puszta néven kapják ajándékul. A „puszta” megjelölése azt jelenti (jelzi), hogy erre az időre már Tornyos, mint lakott település megsemmisült. Ezt a területet Tornyos-pusztának nevezték még a 19. század végén is, habár ebben az időben már Tornyos mint lakott helység, tanyai gócpontként létezik.
Történelmi nevezetessége, hogy 1527-ben Török Bálint szabadkai birtokos főúr itt veszi fejét a megsebesült Cserni Jován (egyes vélemények szerint már halott volt, amikor rátalált). Tornyoson utcát neveztek el Cserni Jovánról, Szabadka központjában pedig, 1991-ben visszaállították az emlékművét.
A karlócai béke után szervezett határőrvidékbe tartozott Tornyos is, majd a tiszai határőrvidék felszámolása után, 1751-ben magyar nemesi rangot nyert szerb határtisztek (granicsárok) itt Tornyos-pusztán kapnak kúriákat.
Fejlődni jobbára a 19. század vége felé kezdett a település. Ekkor határozták el a tornyosiak, hogy templomot építenek, 1901-ben pedig, már fel is szentelik az új templomot. Hat évvel később postát is kapott a falu. 1898-ban Jung János tanító szervezésével megalakul a Zenta-Tornyosi Keresztény Fogyasztási Szövetkezet korlátolt felelősséggel. Székhelye: Zenta-Tornyospuszta. A vállalat tárgya: árucikkek előnyös beszerzése és háziipari cikkek eladása. Ez a szövetkezet átvészelte a két világháborút és 1947-ig működött.
1913-ban megalakítják a Bács-Bodrog vármegye Gazdasági Egyesület Tornyospusztai Gazdakörét. A pozitív hagyományokon alapulva – mintegy 50 évnyi szünet után – 1992-ben Tornyoson újra megalakították a Gazdakört.
A trianoni békeszerződésig Bács-Bodrog vármegyéhez tartozott, 1920-tól a Szerb–Horvát–Szlovén Királyság, majd Jugoszlávia része lett. 1941–45 között Magyarországhoz tartozott, majd ismét Jugoszláviához került. 1991-től 2006-ig Szerbia és Montenegróhoz tartozott, az államközösség megszűnte óta pedig Szerbia része.

## Népesség

### Demográfiai változások
| 1948 | 1953 | 1961 | 1971 | 1981 | 1991 | 2002 | 2011 |
| ---- | ---- | ---- | ---- | ---- | ---- | ---- | ---- |
| 2500 | 2677 | 2769 | 3463 | 1874 | 1908 | 1766 | 1565 |

## Testvérfalvak
- Dunaszentgyörgy, Magyarország
- Gerendás, Magyarország

## Külső hivatkozások
- Tornyos története Archiválva 2019. január 21-i dátummal a Wayback Machine-ben
- Tornyos története, látnivalói és a látnivalók pontos lelőhelye